# 日欧青少年交流協会
一般社団法人日欧青少年交流協会（にちおうせいしょうねんこうりゅうきょうかい、英: Association for Japan-European Youth Exchange）は、ハーバード大学BS Alumniメンバーが設立した一般社団法人。理事　福田美津夫(IMF客員研究員)